# Хегберт (тауншип, Миннесота)
Хегберт (англ. Hegbert) — тауншип в округе Суифт, Миннесота, США. На 2000 год его население составило 118 человек.

## География
По данным Бюро переписи населения США площадь тауншипа составляет 92,2 км², из которых 86,3 км² занимает суша, а 5,9 км² — вода (5,9 км²).

## Демография
По данным переписи населения 2000 года здесь находились 118 человек, 45 домохозяйств и 36 семей. Плотность населения —  1,4 чел./км². На территории тауншипа расположено 56 построек со средней плотностью 0,6 построек на один квадратный километр. Расовый состав населения: 100,00 % белых. Испанцы или латиноамериканцы любой расы составляли 2,54 % от популяции тауншипа.
Из 45 домохозяйств в 26,7 % воспитывались дети до 18 лет, в 73,3 % проживали супружеские пары, в 6,7 % проживали незамужние женщины и в 17,8 % домохозяйств проживали несемейные люди. 13,3 % домохозяйств состояли из одного человека, при том 8,9 % из — одиноких пожилых людей старше 65 лет. Средний размер домохозяйства — 2,62, а семьи — 2,86 человека.
24,6 % населения — младше 18 лет, 0,8 % — в возрасте от 18 до 24 лет, 28,8 % — от 25 до 44, 30,5 % — от 45 до 64, и 15,3 % — старше 65 лет. Средний возраст — 44 года. На каждые 100 женщин приходилось 122,6 мужчин. На каждые 100 женщин старше 18 приходилось 111,9 мужчин.
Средний годовой доход домохозяйства составлял 36 250 долларов, а средний годовой доход семьи —  34 688 долларов. Средний доход мужчин —  20 417  долларов, в то время как у женщин — 14 375. Доход на душу населения составил 14 562 доллара. За чертой бедности находились 17,1 % семей и 30,6 % всего населения тауншипа, из которых 60,0 % младше 18 и 18,2 % старше 65 лет.